# Rikki-Tikki-Tavi (film 1965)
Rikki-Tikki-Tavi è un cortometraggio di animazione sovietico del 1965 basato sul racconto Rikki-tikki-tavi di Rudyard Kipling.

## Distribuzione
Le date di uscita sono state:
- 1965 in Unione Sovietica
- 26 dicembre 1972 in Finlandia